# Shemun VII. Ishoyahb

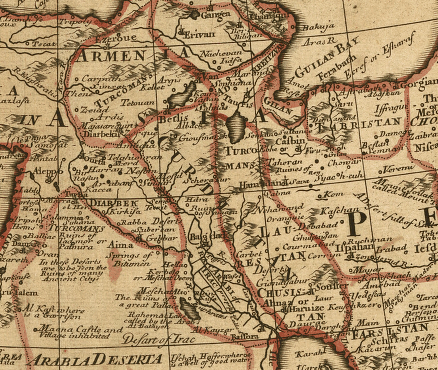
The country of the Church of the East: detail from a map of 1721

Mar Shemʿon VII Ishoʿyahb (Shimun VII Ishoʿyahb ܫܡܥܘܢ ܫܒܝܥܝܐ ܝܫܘܥܝܗܒ, Geburtsname Īshōʿyahb bar Māmā) war von 1539 bis 1558 Patriarch (Katholikos) der Kirche des Ostens mit Wohnsitz im Kloster Rabban Hormizd in der Nähe von Alqosch im heutigen Irak.
Seine Regierung war weithin unpopulär und eine Unzufriedenheit mit seiner Führung führte zum Schisma von 1552, in welchem seine Gegner den Mönch Shimun Yohannan Sulaqa als Gegen-Patriarch inthronisierten. Sulaqas Bischofsweihe in Rom im Auftrag von Papst Julius III. markierte eine dauernde Spaltung in der Kirche des Ostens und die Geburt der Chaldäisch-katholischen Kirche.

## Hüter des Throns und Metropolit von Mosul
Shemʿon Ishoʿyahb war der jüngere Bruder von Patriarch Shemʿon VI. (1504–1538). Währenddessen Amtszeit war Shemʿon der designierte Nachfolger (natar kursya „Hüter des Throns“). In dieser Funktion wird er erstmals in einem Manuskript-Kolophon von 1504 erwähnt. Im Oktober 1538, zwei Monate nach dem Tod von Shemʿon VI am 5. August 1538, wirt er als Metropolit von Mossul erwähnt. Es ist unklar, ob er vor oder nach dem Tod seines Bruders die Würde des Metropoliten erhalten hat.

## Patriarch
Shemʿon Ishoʿyahb folgte seinem Bruder als Patriarch entweder Ende 1538, oder wahrscheinlicher Anfang 1539. Er wird als Patriarch erstmals in einem Kolophon von 1539 erwähnt. Er nahm den Namen Shemʿon VII. Ishoʿyahb an. In dieser Zeit war die Sukzession der Patriarchen in der Kirche des Ostens erblich, gewöhnlich vom Onkel zum Neffen oder von Bruder zu Bruder. Diese Praxis, die Mitte des fünfzehnten Jahrhunderts von Patriarch Shemʿon IV. Basidi († 1497) begründet worden war, führte bald zu einem Mangel an wählbaren Erben und 1552 kam es zu einem Schisma in der Kirche. Shemʿon VII Ishoʿyahb hatte schon am Beginn seiner Amtszeit großen Widerstand ausgelöst, weil er seinen zwölfjährigen Neffen Hnanishoʿ als Nachfolger bestimmt hatte, wohl, weil keine älteren Verwandten greifbar waren. Hnanishoʿ verstarb in der Zwischenzeit und einige Jahre später übergab er die Sukzession an seinen anderen Neffen, den fünfzehnjährigen Eliya, den späteren Patriarchen Eliya VI. (1558–1591). Die Gegner beschuldigten den Patriarchen kirchliche Ämter zu verkaufen und Konkubinat zuzulassen sowie generell maßlos zu sein.

## Das Schisma von 1552
1552 kämpfte ein Teil der Kirche des Ostens, verärgert über das Fehlverhalten von Shemʿon VII Ishoʿyahb, gegen seine Autorität. Die treibenden Kräfte der Rebellion waren namenlose Bischöfe von Erbil, Salmas und Adarbaigan, und sie wurden von „vielen“ Priestern und Mönchen aus Bagdad, Kirkuk, Gazarta, Nisibis, Mardin, Amid, Hesna d’Kifa und Seert unterstützt. Dies waren städtische Zentren, in denen das Prinzip der erblichen Nachfolge des Patriarchats kaum respektiert wurde.
Die Rebellen wählten am Shimun Yohannan Sulaqa, den Abt des Klosters Rabban Hormizd, als Gegenkandidat zu Shemʿon, konnten ihn jedoch nicht weihen, da kein Bischof mit Metropolitanrang zur Verfügung stand, wie es das kanonische Gesetz vorschreibt. Franziskanermissionare waren bereits unter den Nestorianern tätig und überredeten Sulaqas Anhänger, ihre Position zu legitimieren, indem sie Sulaqas Weihe durch Papst Julius III. (1550–1555) anstrebten. Sulaqa ging nach Rom, wo er ein zufriedenstellendes katholisches Glaubensbekenntnis ablegte und einen von seinen Anhängern in Mosul verfassten Brief vorlegte, in dem er seinen Anspruch auf Anerkennung als Patriarch darlegte. Dieser Brief, der in den vatikanischen Archiven erhalten geblieben ist, verdrehte die Wahrheit grob. Die Rebellen behaupteten, der nestorianische Patriarch „Shemʿon VII Ishoʿyahb“ sei 1551 gestorben und unrechtmäßig durch „Shemʿon VIII Denhaʿ“ (1551–1558) ersetzt worden, einen nicht existierenden Patriarchen, der nur erfunden worden war, um die Legitimität der Wahl von Sulaqa zu untermauern. Der Vatikan fiel auf diesen Betrug herein und weihte Sulaqa im April 1553 in Rom zum Patriarchen von Mosul und Gründungspatriarchen der chaldäisch-katholischen Kirche, wodurch ein permanentes Schisma in der Kirche des Ostens entstand.
Er kehrte Ende desselben Jahres nach Mesopotamien zurück. Im Dezember 1553 erhielt er Dokumente von den osmanischen Behörden, welche ihn als unabhängigen 'Chaldäischen' Patriarchen anerkannten und 1554, während eines fünfmonatigen Aufenthalts in Amid, weihte er fünf Metropoliten (für die Diözesen Gazarta, Hesna d’Kifa, Amid, Mardin und Seert). Shemʿon VII. Ishoʿyahb antwortete mit der Weihe von zwei weiteren jugendlichen Mitgliedern der Patriarchalen Familie als Metropoliten für Nisibis und Gazarta. Er konnte auch den Gouverneur von ʿAmadiya, welcher Sulaqa nach ʿAmadiya zitierte, ihn vier Monate lang einkerkerte und dann im Januar 1555 hinrichten ließ.
Der Vatikan entdeckte erst zwei Jahre nach Sulaqas Ernennung, dass Shemʿon VII. Ishoʿyahb noch lebte. Am 12. Januar 1555, kurz nach der Ermordung von Shimun VIII. Yohannan Sulaqa, schrieb der franziskanische Mönch Ambrose Buttigeg an Papst Julius III. und übermittelte die Nachricht, dass Shemʿon Bar Mama noch am Leben sei:

„Eure Heiligkeit wird schockiert sein zu erfahren, dass im Gegensatz zu dem, was Eurer Heiligkeit, den ehrwürdigsten Kardinälen und dem Rest von Ihnen erzählt wurde, der alte Patriarch überhaupt nicht gestorben ist und kürzlich den besagten Simon Sulaqa ermordet hat.“

## Shemons Tod und Nachfolge
Shemʿon VII Ishoʿyahb starb am Mittwoch, 1. November 1558. sei Nachfolger als Patriarch wurde sein Neffe und natar kursya Eliya VI. (1558–1591). Er wurde im Kloster Rabban Hormizd beigesetzt. Sein Grab ist dort immer noch vorhanden, zusammen mit mehreren anderen Patriarchengräbern der Shemʿon-Linie. Sein epitaph, veröffentlicht von Jacques Marie Vosté 1930, trägt ein konventionelles nestorianisches Glaubensbekenntnis.